# یودام
یودام (به هلندی: Uitdam) یک منطقهٔ مسکونی در هلند است که در واترلاند واقع شده‌است. یودام ۱۶۰ نفر جمعیت دارد.